# Arquitectonica (Miami)

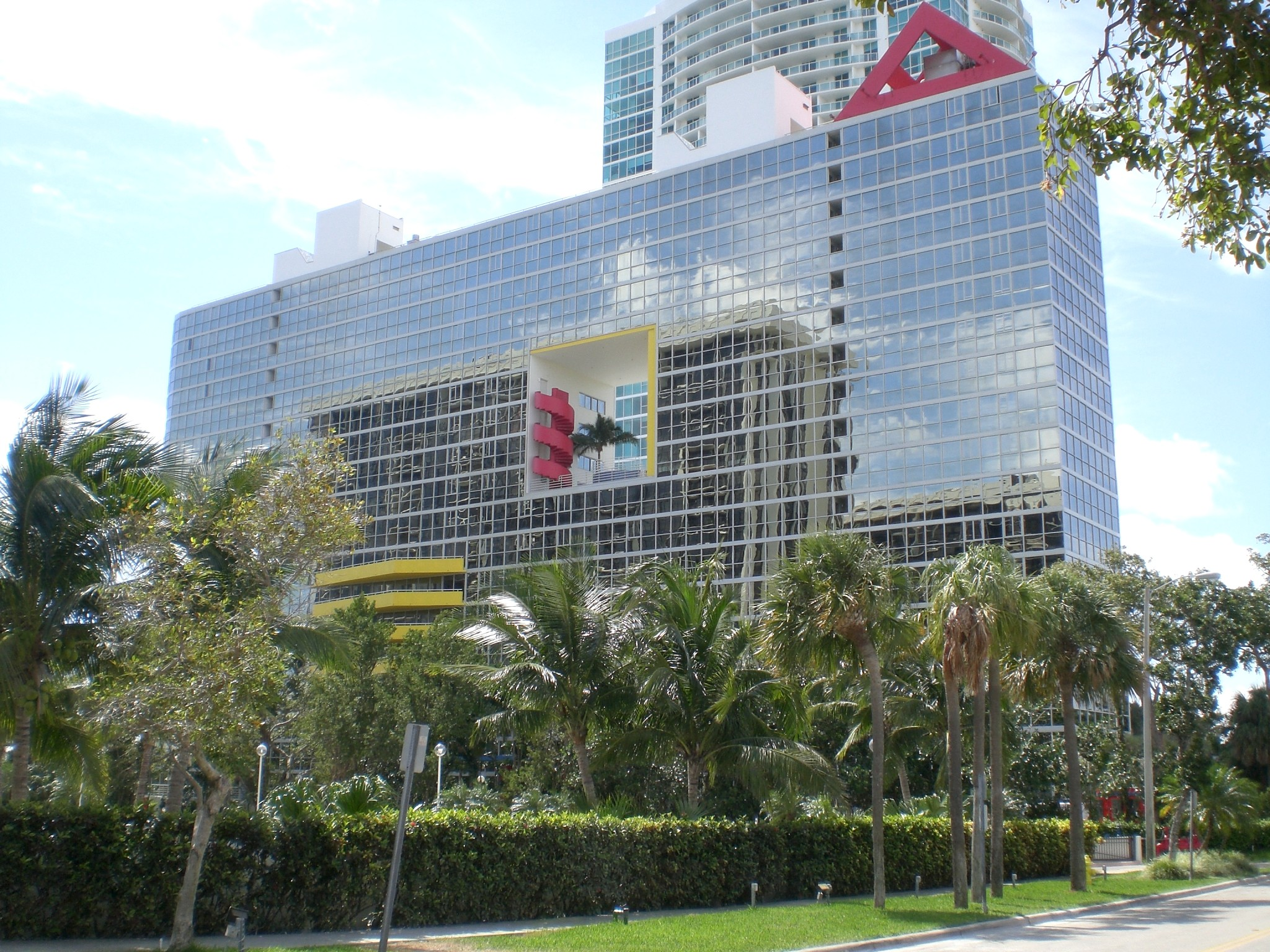
Edificio Atlantis de Miami.

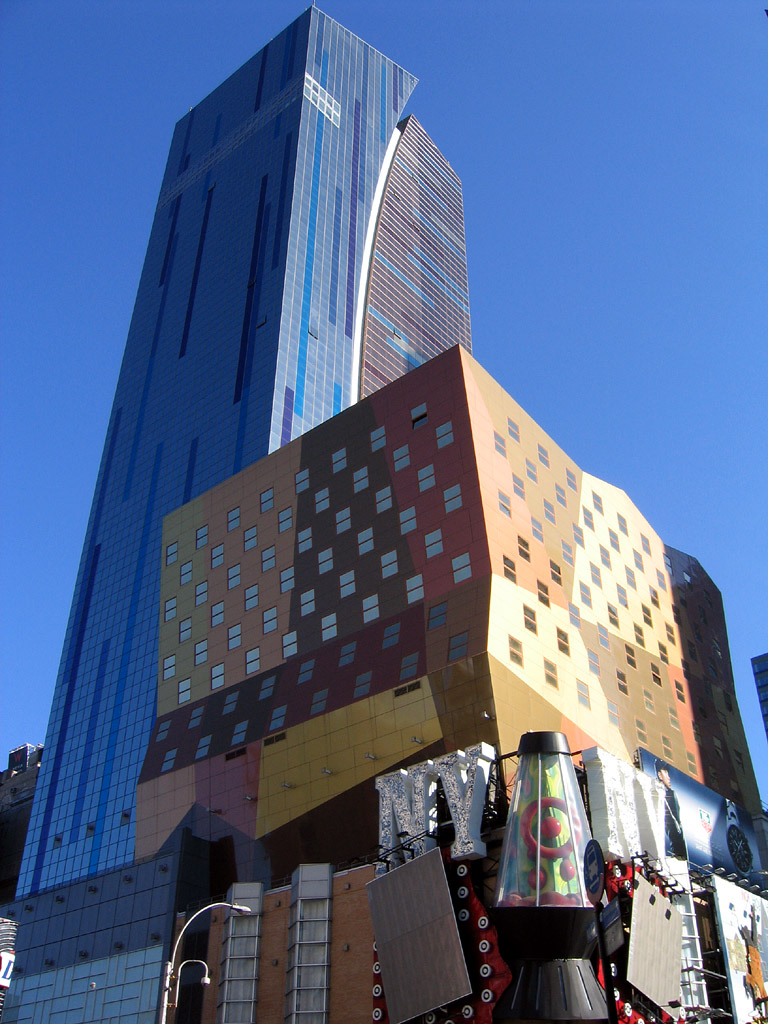
Hotel Westin Times Square en Nueva York.

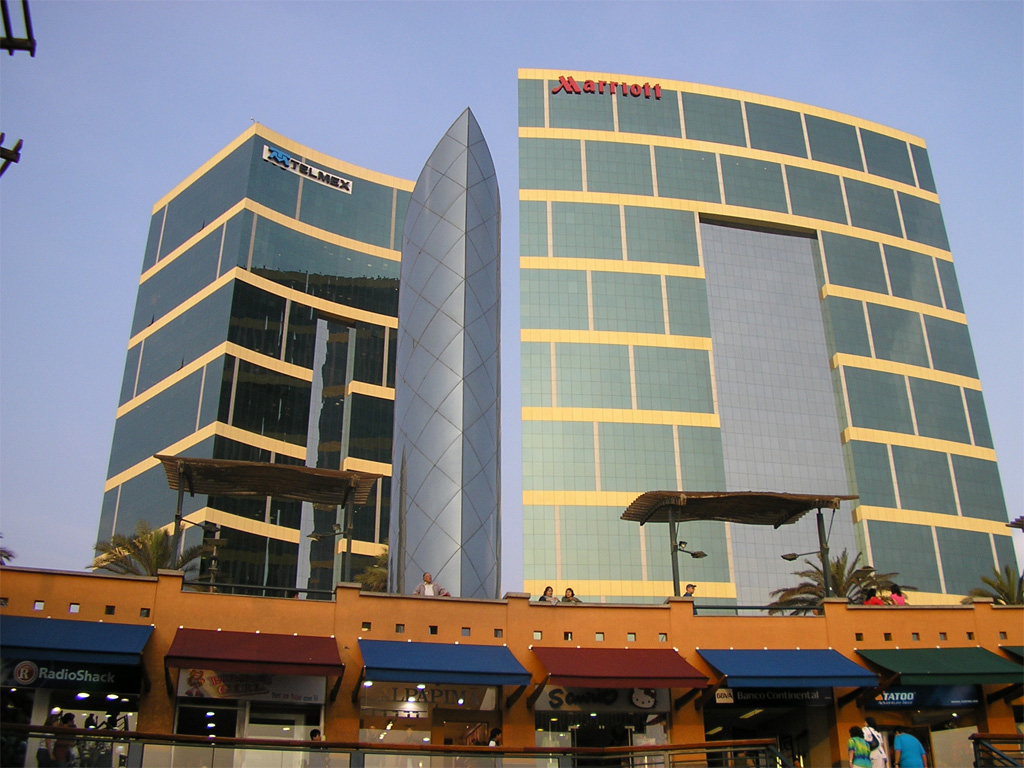
Hotel Marriott en Lima, Perú.

Arquitectonica es una firma de arquitectura, planeamiento urbano y diseño de interiores con sede en Miami.

## Historia
Fue fundada en Miami en 1977 por Hervin Romney, Elizabeth Plater-Zyberk, Andrés Duany, Bernardo Fort-Brescia y Laurinda Spear.
Plater-Zyberk y Duany se separaron del grupo en 1980 para formar su propio estudio: DPZ. En la actualidad la firma está dirigida por Fort-Brescia y Laurinda Spear.
La firma ha crecido y desarrollado mucho desde que empezó hace treinta años, habiendo diseñado edificios ahora tan representativos como el Atlantis Condominium en Miami y el Westin Times Square en Nueva York. 
Actualmente Arquitectonica ejerce en los Estados Unidos desde sus oficinas regionales ubicadas en Miami, Nueva York y Los Ángeles. Mientras que internacionalmente su práctica es desarrollada por sus oficinas regionales de Europa, en París y Madrid; Asia, en Hong Kong, Shanghái y Manila; y Latinoamérica, en Lima, São Paulo y Buenos Aires.

## Obras y proyectos
- Atlantis Condominium, Miami (1980 - 1982)
- Sede central del Banco de Crédito en Lima, Perú (1983 - 1988)
- Sede del Banco de Luxemburgo
- Hotel Westin Times Square, Manhattan.
- Embajada de los Estados Unidos en Lima.
- Hotel Marriott de Lima, Perú.
- Ampliación del Aeropuerto Internacional Jorge Chávez de Lima, Perú.
- Construcción del hotel The Cosmopolitan Resort & Casino en Las Vegas, Nevada
- Diseño del Hotel Westin Libertador en Lima, Perú.

## Reconocimientos
- AIA Florida Firm of the Year
- AIA Miami Firm of the Year
- The AD 100
- Premio Hexágono de Oro
- Obras seleccionadas para ser exhibidas en el Pabellón de Estados Unidos de la Bienal de Arquitectura de Venecia de 2014[2]